# El Cristo (Panama)
El Cristo è un comune (corregimiento) della Repubblica di Panama situato nel distretto di Tolé, provincia di Chiriquí. Si estende su una superficie di 31,3 km² e conta una popolazione di 1.500 abitanti (censimento 2010).